# Jaekelopterus
Jaekelopterus (Em homenagem ao paleontólogo alemão Otto Jaekel) é um gênero extinto de Euriptéridos. A espécie Jaekelopterus rhenaniae tinha um comprimento estimado de 2,5 metros, é um dos dois maiores artrópodes já descobertos (inferior ao Arthropleura) , sendo o maior artrópode carnívoro da família dos Pterygotidae. Jaekelopterus viveram aproximadamente 390 milhões de anos atrás. Embora chamado de "escorpião do mar", os estratos os fósseis encontrados sugerem que o animal vivia em rios de água doce e lagos, em vez de em mares de água salgada. Além disso, apesar de ser um quelicerado, não está inserido na mesma classe dos escorpiões (classe Aracnida), sendo um parente mais próximo dos límulos (classe Merostomata). O animal foi descrito em novembro de 2007 por Simon Braddy e Markus Poschmann da Universidade de Bristol, na revista Biology Letters. Quando as quelíceras do Jaekellopterus eram posicionadas à frente da face, seu comprimento alcançado era de 3,5 metros. Seu tamanho é estimado a partir das parciais das quelíceras de 46 centímetros de comprimento.